# Association irlandaise de football
À ne pas confondre avec la fédération de football d'Irlande, qui organise le football en république d'Irlande.
La fédération irlandaise de football ou IFA (en anglais : Irish Football Association) est une fédération regroupant actuellement les clubs de football d'Irlande du Nord et organisant les compétitions nationales et les matchs internationaux de la sélection d'Irlande du Nord.
L'Irish Football Association est fondée en 1880 et affiliée à la FIFA en 1911. Elle est alors compétente pour toute l'Irlande.
En septembre 1921, après la partition de l'Irlande, est fondée à Dublin la fédération de football de l'État libre irlandais (Football Association of the Irish Free State (FAIFS). Devenue la fédération de football d'Irlande ou FAI (en anglais : Football Association of Ireland), elle organise le football en république d'Irlande.
La fédération irlandaise de football est membre de l'UEFA pour l'Irlande du Nord depuis la création de celle-ci en 1954.